# 수일중학교
수일중학교(水一中學校)는 대한민국 경기도 수원시 장안구 파장동에 있는 공립 중학교이다.

## 학교 연혁
- 1983년 1월 2일 : 수일중학교 설립인가(24학급)
- 1983년 3월 1일 : 제1학년 8학급 입학, 개교
- 1983년 3월 5일 : 초대 박종무 교장 취임
- 1986년 2월 13일 : 제1회 졸업식
- 2001년 8월 22일 : 교육 환경 개선 사업 완료
- 2004년 3월 1일 : 29학급 증설 인가
- 2013년 9월 1일 : 혁신학교 예비지정교 지정
- 2014년 4월 14일 : 농구장 우레탄 공사완료
- 2014년 9월 1일 : 혁신학교 지정
- 2022년 9월 1일 : 제14대 김광선 교장 취임
- 2024년 1월 4일 : 제39회 졸업식(82명 졸업)
- 2024년 3월 4일 : 1학년 44명 입학(총 8학급)

## 참고 자료
- 수일중학교 - 한국교육학술정보원 학교알리미